# Celetná utca
Az alapvetően nyugat–kelet irányú Celetná utca (korábban Caletná) Prága 1. kerületében az Óváros teret köti össze a Lőportoronnyal. Neve föltehetően a cseh „calty” szóból ered — ez egy, a környéken hagyományosan sütött kenyérfajta neve volt. Prága egyik legrégibb utcájaként a Vyšehradból a várba vezető királyi út része volt.

### Nevesebb épületei
- Fehér Egyszarvú ház (sarokház, az Óváros tér sarkán (čp. 603/1, Óváros tér 15.)
- Sixtus-ház (čp. 553/2) — nevét Sixtus von Ottersdorf 16. századi történészről kapta. A barokk épület homlokzatát díszítő császárszobrokat valószínűleg a 18. században készítették Jan Brokoff műhelyében.[3]
- Háromkirályok háza (čp. 602/3),
- Týn-plébánia (piaci plébánia, čp. 601/5),
- Fehér Borostyán ház (čp. 555/6),
- Fekete Nap ház (čp. 556/8),
- Fehér páva ház (čp. 557/10),
- Hrzán-palota (sarokház; čp. 558/12, Kamzíková utca 8.) — 1702-ben építették valószínűleg Giovanni Battista Alliprandi tervei alapján,[1]
- Millesimo-palota (Caretto-Millesimov-palota, čp. 597/13)— 1750 táján épült,
- Bubnov-ház (čp. 559/14),
- Stockhaus-ház (čp. 560/16),
- Menhart-palota (čp. 595/17) ,
- Fehér Láb ház  (čp. 561/18),
- Buquoy-palota (562/20. sz.) – a 18. század végén épült szép. kora barokk kapuval és aranyozott feliratokkal,[1]
- Vörös Sas ház (čp. 593/21),
- Schönpflok-ház (čp. 592/23),
- Négyoszlopos ház (čp. 590/25),
- Elznic-ház (čp. 565/I, č. 26).
- Arany Angyal ház (čp. 588/29),
- Cseh Sas ház (čp. 567/30),
- Pacht-palota (čp. 585/31),
- Fekete Madonna ház (čp. 569/34) ,
- Új pénzverde (Pacht-palota, sarokház — čp. 587/36) — a 18. század második felében emelt barokk épület; a rendszerváltás előtt kerületi polgári bíróság,[1]

## Fordítás
- Ez a szócikk részben vagy egészben  a   Celetná című cseh Wikipédia-szócikk ezen változatának fordításán alapul.  Az eredeti cikk szerkesztőit annak laptörténete sorolja fel. Ez a jelzés csupán a megfogalmazás eredetét és a szerzői jogokat jelzi, nem szolgál a cikkben szereplő információk forrásmegjelöléseként.